# Pattinaggio di figura ai Giochi della IV Olimpiade - Pattinaggio di figura maschile
La competizione del pattinaggio di figura maschile dei Giochi della IV Olimpiade si è svolta i giorni 28 e 29 ottobre 1908 allo Prince's Skating Club in Knightsbridge a Londra.

## Risultati
| Pos.    | Atleta                   | Nazione     | Piazzamenti | Punti Ordinali | Punti Totali |
| ------- | ------------------------ | ----------- | ----------- | -------------- | ------------ |
| Oro     | Ulrich Salchow           | Svezia      | 3 volte 1°  | 7,0            | 1886,5       |
| Argento | Richard Johansson        | Svezia      | 3 volte 2°  | 10,0           | 1826,0       |
| Bronzo  | Per Thorén               | Svezia      | 4 volte 3°  | 14,0           | 1787,0       |
| 4       | Keiller Greig            | Regno Unito | 5 volte 4°  | 19,0           | 1554,5       |
| 5       | Albert March             | Regno Unito | 4 volte 6°  | 29,0           | 1160,0       |
| 6       | Irving Brokaw            | Stati Uniti | 3 volte 6°  | 30,0           | 1201,0       |
| 7       | Horatio Torromé          | Argentina   | 3 volte 6°  | 31,0           | 1144,5       |
| -       | Henry Yglesias           | Regno Unito | DNF         |                |              |
| -       | Nikolaj Panin-Kolomenkin | Russia      | DNF         |                |              |